# NGC 3049
NGC 3049 é uma galáxia espiral barrada (SBab) localizada na direcção da constelação de Leo. Possui uma declinação de +09° 16' 19" e uma ascensão recta de 9 horas, 54 minutos e 49,5 segundos.
A galáxia NGC 3049 foi descoberta em 20 de Março de 1882 por Édouard Jean-Marie Stephan.